# Palaeoloxodon
Palaeoloxodon – wymarły rodzaj ssaka z rodziny słoniowatych. Przez okres niemal całego plejstocenu zasiedlał Eurazję i północną Afrykę.

## Rozmieszczenie geograficzne
Przedstawiciele rodzaju Palaeoloxodon były typowymi ssakami żyjącymi w okresie międzylodowcowym od środkowego do późnego koniec plejstocenu na terenie Europy i Azji. W okresie panowania najbardziej umiarkowanego klimatu w epoce środkowego plejstocenu gatunki z rodzaju Palaeoloxodon lub  blisko z nimi spokrewnione żyły w centralnej części Eurazji. W Europie środkowej i zachodniej populacje tych zwierząt były znacznie mniejsze, bowiem panowały tam trudniejsze warunki klimatyczne. W Europie zachodniej i środkowej kres istnienia rodzaju datowany jest na interglacjał eemski. Wówczas Palaeoloxodon znalazł sprzyjające warunki w Europie południowo-wschodniej.

## Morfologia
Ciosy u przedstawicieli rodzaju były całkiem proste. Palaeoloxodon były wysokie. Wzrost mierzony w kłębie dochodził u większych osobników do około 4 m, ale wśród potomków były także skarłowaciałe słonie żyjące w okresie późnego plejstocenu, na wyspach Morza Śródziemnego.

## Systematyka
- Palaeoloxodon antiquus Eurazja, Afryka północna
- Palaeoloxodon turkmenicus Azja środkowa
- Palaeoloxodon namadicus Wschodnia Azja (według niektórych badaczy to gatunek bliski P. antiqus, podczas gdy według innych to w istocie był ten sam gatunek)[3]
- Palaeoloxodon naumanni Wschodnia Azja

Przedstawiciele Palaeoloxodon byli nawet dwa razy więksi od dzisiejszych słoni, o bardzo dużych i prostych ciosach. Samce osiągały 4,1 metra wysokości, przy masie ciała około 10 ton. Były jednymi z największych trąbowców, jakie kiedykolwiek żyły. Do niedawna uważano, że najdłużej przetrwały na Półwyspie Iberyjskim, gdzie wyginęły 33-34 tys. lat temu, a ich potomkowie na Tilos żyli jeszcze 4 tys. lat temu. Li i współpracownicy (2012) zbadali odkryte na północy Chin zęby trzonowe, które pierwotnie uznano za zęby żyjących w czasach starożytnych słoni indyjskich; zdaniem autorów ich budowa wskazuje raczej, że należały one do przedstawicieli rodzaju Palaeoloxodon. Na tej podstawie, oraz na podstawie odkrytych w Chinach figurek słoni (mających na końcu trąby dwa wyrostki chwytne, a nie jeden jak u słoni indyjskich) autorzy twierdzą, że słonie, które żyły w północnych Chinach w czasie panowania dynastii Shang i części okresu panowania dynastii Zhou, czyli około 2000 p.n.e. do 1000 p.n.e., należały do rodzaju Palaeoloxodon. Z wnioskami Li i współpracowników nie zgodzili się Stuart i Lister (2012). Ich zdaniem zęby z północnych Chin należą do słoni indyjskich; opisane przez Li i współpracowników figurki są zaś bogato zdobione, co utrudnia orzekanie, czy ich poszczególne elementy są odzwierciedleniem jakichś szczegółów anatomii słoni, czy są tylko kolejnymi ozdobami. Także Turvey i współpracownicy (2013) zidentyfikowali zęby badane przez i Li i współpracowników jako należące do słoni indyjskich.
Zapis kopalny dowodzi, że Palaeoloxodon antiquus zamieszkiwał całą Europę, łącznie z Wyspami Brytyjskimi, choć prawdopodobnie bez Irlandii i północnej Fennoskandii. W okresach lodowcowych wycofywał się na południe kontynentu, podczas interglacjałów opanowywał tereny północne. Wyspy Morza Śródziemnego zasiedlała w plejstocenie cała gama podgatunków lub gatunków słonia leśnego o zredukowanych w wyniku skarłowacenia rozmiarach. Najmniejszy z nich, Palaeoloxodon falconeri (Elephas), osiągał w kłębie zaledwie metr wysokości. Ssaki te wymarły zapewne przez polowania prehistorycznych ludzi.